# Liste des cantons de l'Aveyron

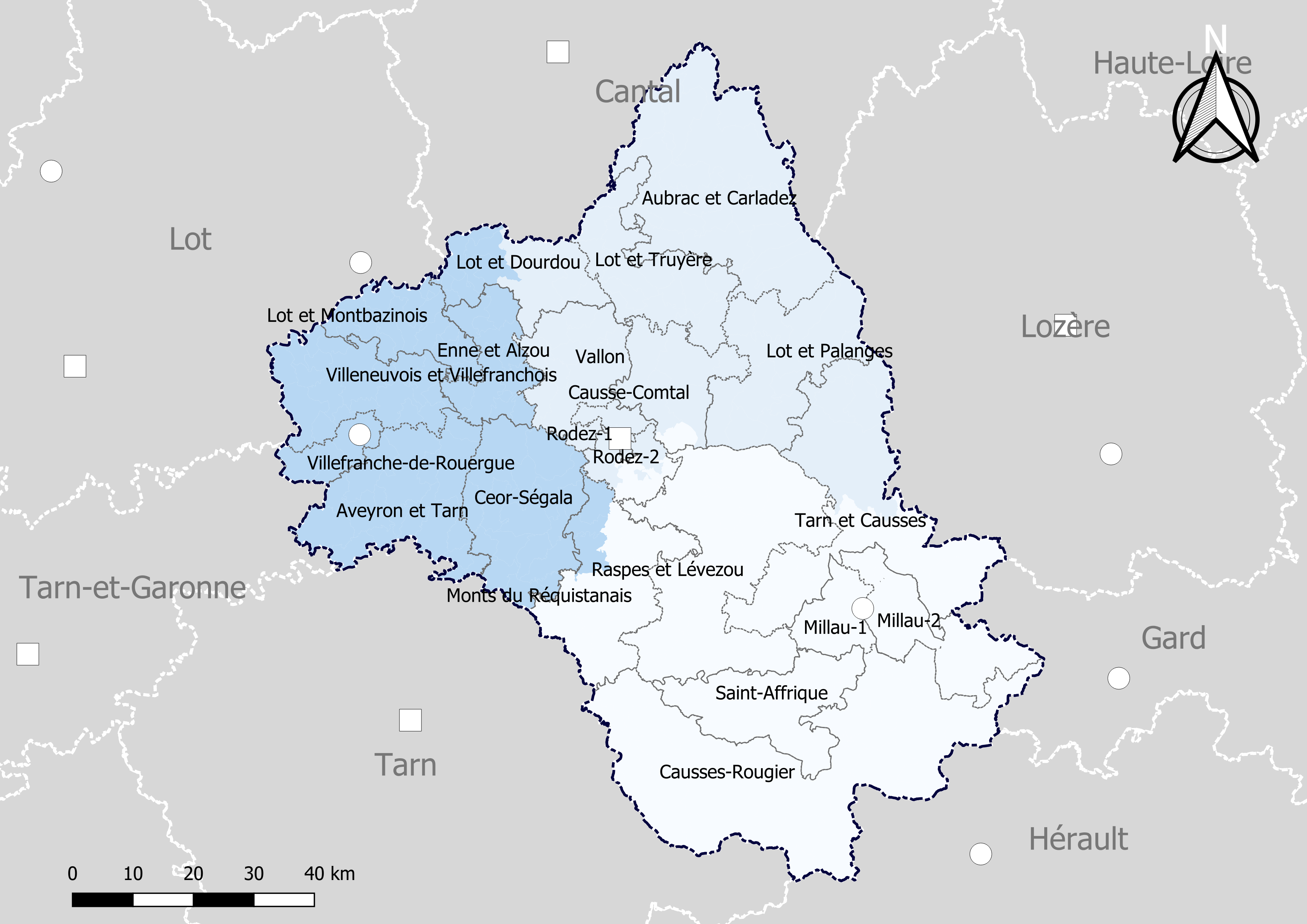
Découpage cantonal du département de l’Aveyron, avec en surimpression les arrondissements (en nuances de bleu) - Carte arrêtée au 1er janvier 2019.

Le département de l'Aveyron compte 23 cantons à la suite du redécoupage cantonal de 2014. Auparavant ce nombre était de 46, depuis 1973.

## Histoire

### Période 1790-2014
Depuis la création du département en 1790, le découpage cantonal de l'Aveyron a subi plusieurs changements notables.
Depuis le dernier redécoupage cantonal de 1973 qui a vu la division du canton de Millau en deux (Millau-Est et Millau-Ouest), de celui de Rodez en deux (Rodez-Est et Rodez-Ouest) et la modification des limites de divers cantons, le département de l'Aveyron comptait 46 cantons.

### Redécoupage cantonal de 2014
Dans la poursuite de la réforme territoriale engagée en 2010, l'Assemblée nationale adopte définitivement le 17 avril 2013 la réforme du mode de scrutin pour les élections départementales destinée à garantir la parité hommes/femmes. Les lois (loi organique 2013-402 et loi 2013-403) sont promulguées le 17 mai 2013. Un nouveau découpage territorial est défini par décret du 21 février 2014 pour le département de l'Aveyron. Celui-ci entre en vigueur lors du premier renouvellement général des assemblées départementales suivant la publication du décret, soit en mars 2015. Les conseillers départementaux sont élus au scrutin majoritaire binominal mixte. Les électeurs de chaque canton éliront au Conseil départemental, nouvelle appellation des Conseils généraux, deux membres de sexe différent, qui se présenteront en binôme de candidats. Les conseillers départementaux seront élus pour 6 ans au scrutin binominal majoritaire à deux tours, l'accès au second tour nécessitant 10 % des inscrits au 1er tour. En outre la totalité des conseillers départementaux est renouvelée.
Ce nouveau mode de scrutin nécessite un redécoupage des cantons dont le nombre est divisé par deux avec arrondi à l'unité impaire supérieure si ce nombre n'est pas entier impair et avec des conditions de seuils minimaux. Dans l'Aveyron le nombre de cantons passe ainsi de 46 à 23.
Les critères du remodelage cantonal sont les suivants : le territoire de chaque canton doit être défini sur des bases essentiellement démographiques, le territoire de chaque canton doit être continu et les communes de moins de 3 500 habitants sont entièrement comprises dans le même canton. Il n’est fait référence, ni aux limites des arrondissements, ni à celles des circonscriptions législatives.
Conformément à de multiples décisions du Conseil constitutionnel depuis 1985 et notamment sa décision n° 2010-618 DC du 9 décembre 2010, il est admis que le principe d’égalité des électeurs au regard des critères démographiques est respecté lorsque le ratio conseiller/habitant de la circonscription est compris dans une fourchette de 20 % de part et d'autre du ratio moyen conseiller/habitant du département. Pour le département de l'Aveyron, la population de référence est la population légale en vigueur au 1er janvier 2013, à savoir la population millésimée 2010, soit 276 805 habitants. Avec 23 cantons la population moyenne par conseiller départemental est de 12 035 habitants. Ainsi la population de chaque nouveau canton doit-elle être comprise entre 9 628 habitants et 14 442 habitants pour respecter le principe de l'égalité citoyenne au vu des critères démographiques.

## Composition actuelle

### Composition détaillée
| N° | Nom du Canton                  | Bureau centralisateur          | Population     | Nombre de communes     | Communes composant le canton | Localisation dans le département |
| -- | ------------------------------ | ------------------------------ | -------------- | ---------------------- | --- | -------------------------------- |
| 1  | Aubrac et Carladez             | Laguiole                       | 9 928 (2022)   | 21                     | Argences-en-Aubrac, Brommat, Campouriez, Cantoin, Cassuéjouls, Condom-d'Aubrac, Curières, Florentin-la-Capelle, Huparlac, Lacroix-Barrez, Laguiole, Montézic, Montpeyroux, Mur-de-Barrez, Murols, Saint-Amans-des-Cots, Saint-Chély-d'Aubrac, Saint-Symphorien-de-Thénières, Soulages-Bonneval, Taussac, Thérondels. |                                  |
| 2  | Aveyron et Tarn                | Rieupeyroux                    | 10612 (2022)   | 17                     | Le Bas-Ségala, Bor-et-Bar, La Capelle-Bleys, Castelmary, Crespin, La Fouillade, Lescure-Jaoul, Lunac, Monteils, Morlhon-le-Haut, Najac, Prévinquières, Rieupeyroux, Saint-André-de-Najac, La Salvetat-Peyralès, Sanvensa, Tayrac. |                                  |
| 3  | Causse-Comtal                  | Sébazac-Concourès              | 12 324 (2022)  | 7                      | Agen-d'Aveyron, Bozouls, Gabriac, La Loubière, Montrozier, Rodelle, Sébazac-Concourès. |                                  |
| 4  | Causses-Rougiers               | La Cavalerie                   | 12 762 (2022)  | 43                     | Arnac-sur-Dourdou, Balaguier-sur-Rance, La Bastide-Solages, Belmont-sur-Rance, Brasc, Brusque, Camarès, La Cavalerie, Le Clapier, Combret, Cornus, Coupiac, La Couvertoirade, Fayet, Fondamente, Gissac, L'Hospitalet-du-Larzac, Lapanouse-de-Cernon, Laval-Roquecezière, Marnhagues-et-Latour, Martrin, Mélagues, Montagnol, Montclar, Montfranc, Montlaur, Mounes-Prohencoux, Murasson, Peux-et-Couffouleux, Plaisance, Pousthomy, Rebourguil, Saint-Beaulize, Saint-Jean-et-Saint-Paul, Saint-Juéry, Saint-Sernin-sur-Rance, Saint-Sever-du-Moustier, Sainte-Eulalie-de-Cernon, Sauclières, La Serre, Sylvanès, Tauriac-de-Camarès, Viala-du-Pas-de-Jaux. |                                  |
| 5  | Ceor-Ségala                    | Baraqueville                   | 14 095 (2022)  | 18                     | Baraqueville, Boussac, Cabanès, Camboulazet, Camjac, Castanet, Centrès, Colombiès, Gramond, Manhac, Meljac, Moyrazès, Naucelle, Pradinas, Quins, Saint-Just-sur-Viaur, Sauveterre-de-Rouergue, Tauriac-de-Naucelle. |                                  |
| 6  | Enne et Alzou                  | Aubin                          | 12 841 (2022)  | 11                     | Anglars-Saint-Félix, Aubin, Auzits, Belcastel, Bournazel, Cransac-les-Thermes, Escandolières, Firmi, Goutrens, Mayran, Rignac. |                                  |
| 7  | Lot et Dourdou                 | Decazeville                    | 12 661 (2022)  | 11                     | Almont-les-Junies, Boisse-Penchot, Conques-en-Rouergue, Decazeville, Flagnac, Livinhac-le-Haut, Saint-Félix-de-Lunel, Saint-Parthem, Saint-Santin, Sénergues, Viviez. |                                  |
| 8  | Lot et Montbazinois            | Capdenac-Gare                  | 11 909 (2022)  | 16                     | Les Albres, Asprières, Balaguier-d'Olt, Bouillac, Capdenac-Gare, Causse-et-Diège, Foissac, Galgan, Lugan, Montbazens, Naussac, Peyrusse-le-Roc, Roussennac, Salles-Courbatiès, Sonnac, Valzergues. |                                  |
| 9  | Lot et Palanges                | Saint-Geniez-d'Olt-et-d'Aubrac | 10 389 (2022)  | 13                     | Bertholène, Castelnau-de-Mandailles, Gaillac-d'Aveyron, Laissac-Sévérac-l'Église, Lassouts, Palmas-d'Aveyron, Pierrefiche, Pomayrols, Prades-d'Aubrac, Saint-Côme-d'Olt, Saint-Geniez-d'Olt-et-d'Aubrac, Sainte-Eulalie-d'Olt, Vimenet. |                                  |
| 10 | Lot et Truyère                 | Espalion                       | 10 228 (2022)  | 14                     | Bessuéjouls, Campuac, Le Cayrol, Coubisou, Entraygues-sur-Truyère, Espalion, Espeyrac, Estaing, Le Fel, Golinhac, Le Nayrac, Saint-Hippolyte, Sébrazac, Villecomtal. |                                  |
| 11 | Millau-1                       | Millau                         | 14 642 (2022)  | 3 + fraction de Millau | 1° Les communes suivantes : Comprégnac, Creissels, Saint-Georges-de-Luzençon, 2° La partie de la commune de Millau située à l'ouest d'une ligne définie par l'axe des voies et limites suivantes : depuis la limite territoriale de la commune d'Aguessac, cours du Tarn, cours du ruisseau de Ladoux, rue Etienne-Delmas, boulevard Emile-Lauret, avenue Jean-Jaurès, ligne de chemin de fer Béziers-Neussargues, tunnel sous la ligne de chemin de fer entre la rue Beau-Soleil et la rue Jules-Massenet, avenue de Calès, boulevard Jean-Gabriac, avenue du Pont-Lerouge, cours du Tarn, jusqu'à la limite territoriale de la commune de Creissels.       |                                  |
| 12 | Millau-2                       | Millau                         | 14 079 (2022)  | 5 + fraction de Millau | 1° Les communes suivantes : Aguessac, Compeyre, Nant, Paulhe, Saint-Jean-du-Bruel. 2° La partie de la commune de Millau non incluse dans le canton de Millau-1. |                                  |
| 13 | Monts du Réquistanais          | Réquista                       | 10 719 (2022)  | 14                     | Arvieu, Auriac-Lagast, Calmont, Cassagnes-Bégonhès, Comps-la-Grand-Ville, Connac, Durenque, Lédergues, Réquista, Rullac-Saint-Cirq, Saint-Jean-Delnous, Sainte-Juliette-sur-Viaur, Salmiech, La Selve. |                                  |
| 14 | Nord-Lévezou                   | Luc-la-Primaube                | 13 735 (2022)  | 4                      | Flavin, Luc-la-Primaube, Olemps, Sainte-Radegonde. |                                  |
| 15 | Raspes et Lévezou              | Pont-de-Salars                 | 10 840 (2022)  | 22                     | Alrance, Arques, Ayssènes, Broquiès, Brousse-le-Château, Canet-de-Salars, Les Costes-Gozon, Curan, Lestrade-et-Thouels, Pont-de-Salars, Prades-Salars, Saint-Laurent-de-Lévézou, Saint-Léons, Saint-Rome-de-Tarn, Saint-Victor-et-Melvieu, Salles-Curan, Ségur, Trémouilles, Le Truel, Vézins-de-Lévézou, Le Vibal, Villefranche-de-Panat. |                                  |
| 16 | Rodez-1                        | Rodez                          | 12 069 (2022)  | Fraction de Rodez      | Partie de la commune de Rodez située à l'ouest et au sud d'une ligne définie par l'axe des voies et limites suivantes : depuis la limite territoriale de la commune de Druelle, routes départementales 994 et 840, avenue de la Gineste, giratoire de Saint-Félix, avenue de la Gineste entre le giratoire Saint-Félix et le carrefour Saint-Eloi, avenue du Maréchal-Joffre, avenue de Paris, avenue Durand-de-Gros, avenue Tarayre, rue Béteille, avenue Victor-Hugo, avenue Amans-Rodat, avenue de Toulouse, rond-point de la Mouline, route de la Mouline, jusqu'à la limite territoriale de la commune d'Olemps.                                        |                                  |
| 17 | Rodez-2                        | Rodez                          | 12 256 (2022)  | 1 + fraction de Rodez  | 1° La commune suivante : Le Monastère. 2° La partie de la commune de Rodez non incluse dans les cantons de Rodez-1 et de Rodez-Onet. |                                  |
| 18 | Rodez-Onet                     | Rodez                          | 14 174 (2022)  | 1 + fraction de Rodez  | 1° La commune suivante : Onet-le-Château. 2° La partie de la commune de Rodez située au nord d'une ligne définie par l'axe des voies et limites suivantes : depuis la limite territoriale de la commune de Druelle, routes départementales 994 et 840, avenue de la Gineste, giratoire de Saint-Félix, avenue de la Gineste entre le giratoire Saint-Félix et le carrefour Saint-Éloi, avenue du Maréchal-Joffre, route départementale 988, jusqu'à la limite territoriale de la commune d'Onet-le-Château. |                                  |
| 19 | Saint-Affrique                 | Saint-Affrique                 | 12 475 (2022)  | 11                     | La Bastide-Pradines, Calmels-et-le-Viala, Roquefort-sur-Soulzon, Saint-Affrique, Saint-Félix-de-Sorgues, Saint-Izaire, Saint-Jean-d'Alcapiès, Saint-Rome-de-Cernon, Tournemire, Vabres-l'Abbaye, Versols-et-Lapeyre. |                                  |
| 20 | Tarn et Causses                | Sévérac-d'Aveyron              | 10 316 (2022)  | 18                     | Campagnac, La Capelle-Bonance, Castelnau-Pégayrols, La Cresse, Montjaux, Mostuéjouls, Peyreleau, Rivière-sur-Tarn, La Roque-Sainte-Marguerite, Saint-André-de-Vézines, Saint-Beauzély, Saint-Laurent-d'Olt, Saint-Martin-de-Lenne, Saint-Saturnin-de-Lenne, Sévérac-d'Aveyron, Verrières, Veyreau, Viala-du-Tarn. |                                  |
| 21 | Vallon                         | Salles-la-Source               | 12 959 (2022)  | 10                     | Clairvaux-d'Aveyron, Druelle Balsac, Marcillac-Vallon, Mouret, Muret-le-Château, Nauviale, Pruines, Saint-Christophe-Vallon, Salles-la-Source, Valady. |                                  |
| 22 | Villefranche-de-Rouergue       | Villefranche-de-Rouergue       | 12 927 (2022)  | 3                      | La Rouquette, Vailhourles, Villefranche-de-Rouergue. |                                  |
| 23 | Villeneuvois et Villefranchois | Villeneuve                     | 10 796 (2022)  | 20                     | Ambeyrac, Brandonnet, La Capelle-Balaguier, Compolibat, Drulhe, Lanuéjouls, Maleville, Martiel, Montsalès, Ols-et-Rinhodes, Privezac, Saint-Igest, Saint-Rémy, Sainte-Croix, Salvagnac-Cajarc, Saujac, Savignac, Toulonjac, Vaureilles, Villeneuve. |                                  |
|    |                                |                                | 279 736 (2022) | 285                    | |                                  |

### Répartition par arrondissement
Contrairement à l'ancien découpage où chaque canton était inclus à l'intérieur d'un seul arrondissement, le nouveau découpage territorial s'affranchit des limites des arrondissements. Certains cantons peuvent être composés de communes appartenant à des arrondissements différents. Dans le département de l'Aveyron, c'est le cas de deux cantons (Causse-Comtal, Lot et Dourdou).
Le tableau suivant présente la répartition par arrondissement :
| N° | Canton                         | Millau                 | Rodez                 | Villefranche-de-Rouergue | Total                  |
| -- | ------------------------------ | ---------------------- | --------------------- | ------------------------ | ---------------------- |
| 1  | Aubrac et Carladez             |                        | 21                    |                          | 21                     |
| 2  | Aveyron et Tarn                |                        |                       | 17                       | 17                     |
| 3  | Causse-Comtal                  | 1                      | 6                     |                          | 7                      |
| 4  | Causses-Rougiers               | 43                     |                       |                          | 43                     |
| 5  | Ceor-Ségala                    |                        |                       | 18                       | 18                     |
| 6  | Enne et Alzou                  |                        |                       | 11                       | 11                     |
| 7  | Lot et Dourdou                 |                        | 3                     | 8                        | 11                     |
| 8  | Lot et Montbazinois            |                        |                       | 16                       | 16                     |
| 9  | Lot et Palanges                |                        | 13                    |                          | 13                     |
| 10 | Lot et Truyère                 |                        | 14                    |                          | 14                     |
| 11 | Millau-1                       | 3 + fraction de Millau |                       |                          | 3 + fraction de Millau |
| 12 | Millau-2                       | 5 + fraction de Millau |                       |                          | 5 + fraction de Millau |
| 13 | Monts du Réquistanais          | 10                     |                       | 4                        | 14                     |
| 14 | Nord-Lévezou                   | 1                      | 3                     |                          | 4                      |
| 15 | Raspes et Lévezou              | 22                     |                       |                          | 22                     |
| 16 | Rodez-1                        |                        | Fraction de Rodez     |                          | Fraction de Rodez      |
| 17 | Rodez-2                        |                        | 1 + fraction de Rodez |                          | 1 + fraction de Rodez  |
| 18 | Rodez-Onet                     |                        | 1 + fraction de Rodez |                          | 1 + fraction de Rodez  |
| 19 | Saint-Affrique                 | 11                     |                       |                          | 11                     |
| 20 | Tarn et Causses                | 12                     | 6                     |                          | 18                     |
| 21 | Vallon                         |                        | 10                    |                          | 10                     |
| 22 | Villefranche-de-Rouergue       |                        |                       | 3                        | 3                      |
| 23 | Villeneuvois et Villefranchois |                        |                       | 20                       | 20                     |
|    |                                | 109                    | 79                    | 97                       | 285                    |